# Константінос Кавафіс
Константінос Кавафіс (грец. Κωνσταντίνος Π. Καβάφης; 29 квітня 1863 Александрія — 29 квітня 1933 Александрія) — грецький поет. За життя Кавафіс не спізнав слави, проте нині вважається одним з важливих поетів світової літератури XX століття.

## Біографія
Кавафіс народився в родині греків в Александрії, Єгипет. Батько поета був заможним торговцем і мав британське громадянство. 1870 року після смерті батька сім'я Кавафіса жила в Ліверпулі, але через фінансові труднощі повернулася 1877 року до Александрії. Кавафіс протягом життя працював журналістом та державним службовцем. Свою поезію автор друкував тільки для найближчих друзів. Стиль його поезії сильно відрізнявся від сучасної для нього грецької поезії. Нині Константінос Кавафіс вважається одним з найзначніших новогрецьких поетів.
Відомо також, що Константінос Кавафіс був гомосексуалом. Певна частка творчості присвячена гомосексуальній тематиці.
Константінос Кавафіс помер на свій 70-ий день народження в Александрії.

## Творчість
До творчого доробку Константіноса Кавафіса належать 154 вірші, написані протягом 35 років. Основною темою поезії було філософське осмислення буття та поетичний погляд на тисячоліття грецької історії. Переважна частина його віршів — образки з часів античності, еллінізму чи Візантії, художньо-історичні замальовки.
Загалом Константінос Кавафіс належить до специфічного літературного напряму, який виник у першій чверті XX сторіччя і фактично не мав подальшого продовження.

## Вшанування пам'яті

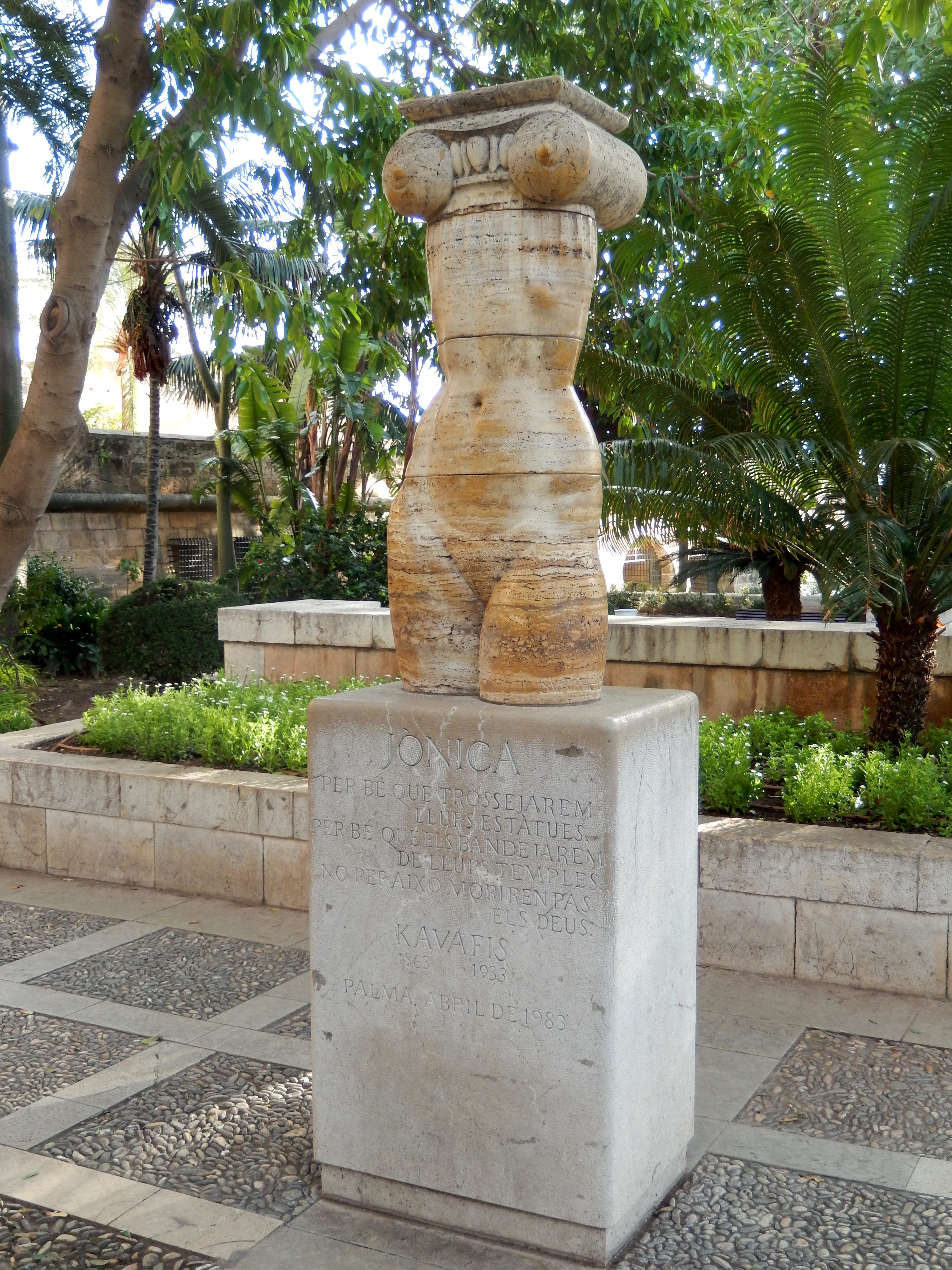
Жузеп Марія Субіракс, «Іонійка», 1983. Пальма Іспанія

- 1983 року в Пальмі (Іспанія) встановлена скульптура «Іонійка» роботи іспанського скульптора Жузепа Марії Субіракса (1927—2014), присвячена Константіносу Кавафісу. На п'єдесталі викарбуваний уривок з «Іонійської пісні» (1911) Кавафіса.
- 1991 року в Александрії під егідою посольства Греції в Єгипті відкритий музей Константіноса Кавафіса в будинку, в якому поет жив останні роки життя.
- 1996 року на екрани вийшла повнометражна стрічка «Кавафіс» грецького кінорежисера Янніса Смарагдіса[7].
- 2010 року музей Константіноса Кавафіса відкритий в Афінах. Основу експозиції склав архів Кавафіса. Розмістився музей в колишній резиденції прем'єр-міністра Греції Іоанніса Колеттіса в центральному районі Плака[8].
- Міністерство освіти, релігії, культури та спорту Греції офіційно оголосило 2013 рік роком Константіноса Кавафіса з нагоди 150-річчя зі дня народження та 80-річчя зі дня смерті поета[9][10].

## Переклади українською
Українською мовою вірші Кавафіса перекладали: Григорій Кочур, Олександр Пономарів, Ірина Бетко, Юрій Буряк та Назар Ващишин.
Мовознавець і перекладач канд. філол. наук Назарій А. Назаров здійснив перше окреме видання віршів Кавафіса українською (бл. 80 віршів). 
Не одне десятиліття перекладом та популяризацією в Україні спадщини К.Кавафіса займається А. О. Савенко, який спершу перекладав поезії поета для інтернетвидань, а згодом видав окремими книгами. Зокрема в 2017 році у видавництві «Фоліо» вийшла книга перекладів К.Кавафіса «Вибране» (у перекладах А. Савенка, Г. Кочура, О. Пономаріва, Н. Гонтар, І. Бетко, С. Зубченка), а в 2020 році за фінансової підтримки Посольства Греції в Україні вийшла книга під науковою редакцією А. О. Савенка «К. Кавафіс: критика та паралельні переклади».
2021 року вийшла збірка поезій Кавафіса в перекладах Юрія Буряка: 
- Константінос Кавафіс Вибрані поезії / Переклад Юрія Буряка. – К.: Українські пропілеї, 2021 р.